# Cacyparis
Cacyparis is een geslacht van vlinders uit de familie van de visstaartjes (Nolidae) en de onderfamilie Chloephorinae.

## Soorten
- C. brevipennis Warren, 1916
- C. ceira Swinhoe, 1901
- C. cylcops Hampson, 1905
- C. elegans Butler, 1887
- C. insolitata Walker, 1862
- C. melanolitha Turner, 1909
- C. punctigera Linnaeus, 1758
- C. rectilineata Warren, 1916
- C. tenuipalpis Snellen, 1880